# Kalthoum Kannou
Kalthoum Kannou (arabe : كلثوم كنو), née le 17 septembre 1959 à Tunis, est une magistrate et femme politique tunisienne. Elle occupe le poste de présidente de l'Association des magistrats tunisiens de 2011 à 2013.
Le 20 septembre 2014, elle présente sa candidature à l'élection présidentielle du 23 novembre en tant qu'indépendante.

## Biographie

### Magistrature
Titulaire d'une licence en droit privé de la faculté de droit et de sciences politiques de l'université de Tunis - El Manar, elle est admise au concours national de la magistrature en novembre 1988, avant d'être nommée juge au tribunal de première instance de Tunis, entre janvier 1989 et septembre 2001.
En septembre 2001, elle est nommée juge deuxième grade à la cour d'appel de Tunis. Elle y siège jusqu'en septembre 2005, date à laquelle elle est mutée contre sa volonté au tribunal de la ville de Kairouan, situé à 160 kilomètres de sa résidence de Tunis, où elle est chargée de la fonction de juge d'instruction. Malgré ses demandes de rapprochement vers Tunis, elle est à nouveau éloignée en septembre 2010 et mutée au tribunal de première instance de Tozeur, située au sud-ouest du pays, à 450 kilomètres de Tunis, comme juge d'instruction, sans aucune mesure d'avancement, ce qui ne l'empêche pas d'être élue commissaire à la Commission internationale de juristes en décembre 2010.
À la suite de la révolution de 2011, elle est élue présidente de l'Association des magistrats tunisiens (AMT), poste qu'elle occupe pendant deux ans. En 2012, elle est nommée juge à la Cour de cassation de Tunis.

### Actions syndicales et associatives
Kalthoum Kannou est membre de l'AMT dès sa création en 1992. Elle y est élue trois fois au bureau exécutif en 2000, 2002 et 2004, et y occupe pendant cette période les postes de secrétaire générale et de vice-présidente.
En juillet 2001, elle apporte avec ses collègues son soutien au juge Mokhtar Yahyaoui, suspendu de ses fonctions par le ministre de la Justice et des Droits de l'homme pour avoir critiqué publiquement le système judiciaire tunisien.
Elle subit à partir de septembre 2005 de multiples intimidations :
- Éloignement de son lieu de résidence et mutation en dehors de la région du Grand Tunis, de manière à l'empêcher d'exercer ses fonctions électives au sein des instances dirigeantes de l'AMT ;
- Nomination à la fonction de juge d'instruction, fonction qui est rarement proposée aux femmes juges, avec une surcharge de travail et son corollaire d'astreintes durant les nuits, les week-ends et les périodes de fêtes ;
- Surveillance à la fois par ses supérieurs hiérarchique et la police ;
- Privation de moyens de travail tels des moyens de communication téléphonique indépendants dans son bureau, l'obligeant à passer par le standard du tribunal, contrairement à ce dont bénéficient ses collègues du même tribunal ;
- Non-participation à divers séminaires de formation organisés par le ministère ;
- Refus des demandes de congés légaux, on lui impose des périodes arbitraires qui ne tiennent compte ni de ses demandes et ni de ses contraintes familiales ;
- Amputations injustifiées d'une partie de son salaire, sans aucun préavis ni explication.

En février 2009, elle est agressée à l'intérieur du tribunal de première instance de Kairouan alors qu'elle exerce ses fonctions de juge d'instruction. Son agresseur est condamné à un an d'emprisonnement par le tribunal de première instance de Kairouan mais, en octobre, il est relaxé par la cour d'appel de Sousse en dépit des témoignages de magistrats et de membres du personnel judiciaire qui le mettent en cause.
Après la révolution, et à la suite de son élection comme présidente de l'AMT en 2011, elle mène plusieurs luttes pour défendre l'indépendance de la justice et du système judiciaire, notamment dans la nouvelle Constitution,. 
En 2015, elle est un membre actif de l'initiative Justice Leadership.

### Candidature à l'élection présidentielle
Le 20 septembre 2014, Kalthoum Kannou présente officiellement sa candidature à l'élection présidentielle du 23 novembre. Elle déclare alors aux médias que sa candidature est un « message fort pour l'ensemble des Tunisiens qui signifie que la femme tunisienne peut entrer en concurrence avec les hommes dans les postes de décisions politiques ». Elle est la seule femme parmi les 27 candidats au poste de président de la République. Officiellement, elle ne reçoit le soutien que d'un petit parti, le Parti tunisien (742 voix obtenues aux élections législatives de 2014) et de certaines personnalités féministes à l'instar de Naziha Réjiba alias Oum Zied. Elle remporte finalement 0,56 % des voix.

## Vie privée
Kalthoum Kannou est mariée et mère d'une fille et deux garçons.